# Конструктивная математика
Конструктивная математика — абстрактная наука о мыслительных конструктивных процессах, человеческой способности осуществлять их, и об их результатах — конструктивных математических объектах. Является результатом развития конструктивного направления в математике — математического мировоззрения, которое в отличие от теоретико-множественного направления считает основной задачей математики исследование конструктивных процессов и конструктивных объектов.
Основоположником конструктивного направления можно считать Давида Гильберта после его неудавшейся попытки обосновать теоретико-множественную математику на базе конструктивной. Одним из основоположников собственно конструктивной математики является советский учёный Андрей Марков.

## Абстракции конструктивной математики
Абстрактность конструктивной математики проявляется в систематическом применении двух основных отвлечений: абстракции отождествления и абстракции потенциальной осуществимости или потенциальной бесконечности.
Абстракцию отождествления используют, когда говорят о двух в том или ином смысле одинаковых объектах как об одном и том же объекте.
Абстракцию потенциальной осуществимости (потенциальной бесконечности) используют, когда при конструировании отвлекаются от практических ограничений в пространстве, времени и материале. Допустимость этой абстракции отличает конструктивизм от ультрафинитизма.
Конструктивная математика отвергает используемую в теоретико-множественной математике абстракцию актуальной бесконечности, связанную с рассмотрением никогда не завершаемых процессов как бесконечно продолженных и тем самым как бы завершённых.

## Основные объекты рассмотрения
Представления о конструктивном процессе и конструктивном объекте не имеют общего определения. Различные теории конструктивной математики могут иметь дело с конструктивными объектами самых разнообразных конкретных видов (целочисленными матрицами, многочленами с рациональными коэффициентами, и т. д.). Однако может быть указано несколько типов конструктивных объектов, способных моделировать любые другие известные конструктивные объекты (и, тем самым, способных считаться в некотором смысле конструктивными объектами общего вида). Таковы, в частности, слова в различных алфавитах.

## Особенности логики конструктивной математики
Характерной чертой конструктивных объектов является то обстоятельство, что они не существуют извечно. Они рождаются в результате развёртывания некоторых конструктивных процессов, а затем исчезают (в силу различных причин). Алгебраическое выражение, написанное мелом на доске, находилось на этой доске не всегда — и просуществует на ней ровно до того момента, пока его не сотрут. Таблица, сохранённая на жёстком диске персональной ЭВМ, также заведомо не существовала до момента изготовления этого диска — и также рано или поздно будет уничтожена (или в результате переформатирования, или в результате выхода диска из строя).
В связи со сказанным, в конструктивной математике под «существованием» конструктивного объекта понимается его потенциальная осуществимость — то есть наличие в нашем распоряжении метода, позволяющего воспроизводить этот объект любое потребное число раз. Такое понимание резко расходится с пониманием существования объекта, принятым в теоретико-множественной математике. В теории множеств факт постоянного рождения и исчезновения конструктивных объектов не находит никакого выражения: с её точки зрения, подвижные реальные объекты являются лишь «тенями» вечно существующих в некотором фантастическом мире статичных «идеальных объектов» (и только эти «идеальные объекты» и следует якобы рассматривать в математике).
Понимание существования объекта как потенциальной осуществимости приводит к тому, что логические законы, действующие в конструктивной математике, оказываются отличными от классических. В частности, теряет универсальную применимость закон исключённого третьего. Действительно, формула {\displaystyle (A\lor (\neg A))} при конструктивном понимании выражает суждение
«среди формул {\displaystyle A} и {\displaystyle (\neg A)} потенциально осуществима верная»,
однако классический вывод дизъюнкции {\displaystyle (A\lor (\neg A))} не даёт никакого способа построить её верный член. Аналогичным образом, логическое опровержение предположения, что любой конструктивный объект рассматриваемого вида обладает некоторым свойством {\displaystyle T} — считающееся в теоретико-множественной математике достаточным основанием признать «существующим» объект со свойством {\displaystyle (\neg T)}, — не может само по себе служить поводом для признания объекта со свойством {\displaystyle (\neg T)} потенциально осуществимым. Следует заметить, однако, что за такого рода логическими опровержениями всё же признаётся определённая эвристическая ценность (так как они, хотя и не дают никакого способа построения искомого объекта, всё же указывают на осмысленность попыток такого построения). Неконструктивные объекты, для которых удалось в рамках классической логики доказать их «существование», принято называть квазиосуществимыми.
Различие между понятиями потенциально осуществимого и квазиосуществимого конструктивного объекта становится особенно существенным при рассмотрении общих утверждений о существовании. Действительно, суждение
«для любого конструктивного объекта {\displaystyle X} рассматриваемого вида потенциально осуществим конструктивный объект {\displaystyle Y}, находящийся в отношении {\displaystyle T} к объекту {\displaystyle X}»
означает наличие в нашем распоряжении единого общего метода (алгоритма) переработки объекта {\displaystyle X} в отвечающий ему объект {\displaystyle Y}. Поэтому такое суждение может быть заведомо неверным даже в случае верности суждения
«для любого конструктивного объекта {\displaystyle X} рассматриваемого вида квазиосуществим конструктивный объект {\displaystyle Y}, находящийся в отношении {\displaystyle T} к объекту {\displaystyle X}».

## Некоторые конкретные теории конструктивной математики
Конкретные математические теории, развиваемые в рамках представлений конструктивной математики, обладают рядом существенных отличий от соответствующих теоретико-множественных теорий.
Например, основное понятие математического анализа — понятие вещественного числа — вводится в традиционном варианте теории на базе общего представления о множестве. Для конструктивной математики, требующей, чтобы рассмотрение ограничивалось конструктивными объектами, такой способ определения понятия вещественного числа неприемлем. В ней под вещественными числами обычно понимают записи алгоритмов {\displaystyle {\mathfrak {A}}}, перерабатывающих любое натуральное число в некоторое рациональное число, и удовлетворяющих условию
{\displaystyle \forall n\in \mathbb {N} \,|{\mathfrak {A}}(n)-{\mathfrak {A}}(n+1)|\leq 2^{-n-1}.}
Такие записи представляют собой конструктивные объекты и допускаются к рассмотрению в конструктивной математике. Как обычно, два вещественных числа {\displaystyle {\mathfrak {A}}} и {\displaystyle {\mathfrak {B}}} считаются равными, если выполняется условие
{\displaystyle \forall n\in \mathbb {N} \,|{\mathfrak {A}}(n)-{\mathfrak {B}}(n)|\leq 2^{-n+1}.}
Следует отметить, что проблема распознавания равенства двух произвольных вещественных чисел является алгоритмически неразрешимой, а потому при конструктивном понимании математических суждений утверждение
«любые два вещественных числа или равны, или не равны»
оказывается ложным. Соответственно, теоретико-множественное представление об атомарности континуума (его собственности из чётко отделённых друг от друга точек — актуально бесконечного множества актуально бесконечных объектов) не переносится в конструктивную математику.
Многие утверждения теоретико-множественного анализа в конструктивном анализе опровергаются на примерах. Таковы, в частности, теорема о сходимости монотонной ограниченной последовательности и лемма Гейне — Бореля о выборе покрытия. Ряд других утверждений теоретико-множественного анализа могут быть перенесены в конструктивную математику лишь при условии понимания «существования» искомого объекта как квазиосуществимости (а не потенциальной осуществимости). Таковы теорема о представлении вещественных чисел систематическими дробями и теорема о нуле знакопеременной непрерывной функции.
С другой стороны, в конструктивном анализе доказывается ряд утверждений, не имеющих теоретико-множественных аналогов. Одним из наиболее ярких примеров здесь является теорема Г. С. Цейтина о непрерывности любого отображения из сепарабельного метрического пространства в метрическое пространство. Из этой теоремы следует, в частности, что любое отображение метрических пространств является непрерывным по Гейне. Следует заметить, что известны примеры отображений из несепарабельных пространств, которые не являются непрерывными по Коши. Таким образом, в конструктивной математике может быть опровергнуто на примерах утверждение об эквивалентности непрерывности отображения по Коши и по Гейне, доказываемое в классическом анализе на основе привлечения сильных теоретико-множественных средств (в частности, аксиомы выбора).